# Bileikî, Kozeleț
Bileikî (în ucraineană Білейки) este localitatea de reședință a comunei Bileikî din raionul Kozeleț, regiunea Cernihiv, Ucraina.

## Demografie
Componența lingvistică a localității Bileikî
     Ucraineană (94,92%)
     Rusă (4,69%)
     Alte limbi (0,39%)
Conform recensământului din 2001, majoritatea populației localității Bileikî era vorbitoare de ucraineană (94,92%), existând în minoritate și vorbitori de rusă (4,69%).